# ایشتوان تاماشی
ایشتوان تاماشی (مجاری: István Tamássy؛ زادهٔ ۷ اوت ۱۹۱۱ – درگذشتهٔ ۳۰ مه ۱۹۹۴) بازیکن فوتبال اهل مجارستان است.
وی همچنین در تیم ملی فوتبال مجارستان بازی کرده‌است.